# Pio XII (Maranhão)
Pio XII é um município brasileiro do estado do Maranhão. Localiza-se na microrregião do Médio Mearim, mesorregião do Centro Maranhense. O município tem cerca de 26 mil habitantes e 180 km². Foi criado em 1959.

## História
O município de Pio XII está situado na Mesorregião do Centro Maranhense e na Microrregião do Médio Mearim, a cerca de  270 km de São Luís, capital do estado do Maranhão. Na atual divisão administrativa do governo do estado, Pio XII está subordinado à Gerência de Pindaré Mirim. Possui temperatura média anual entre 26º e 27 °C (dados de 2003).

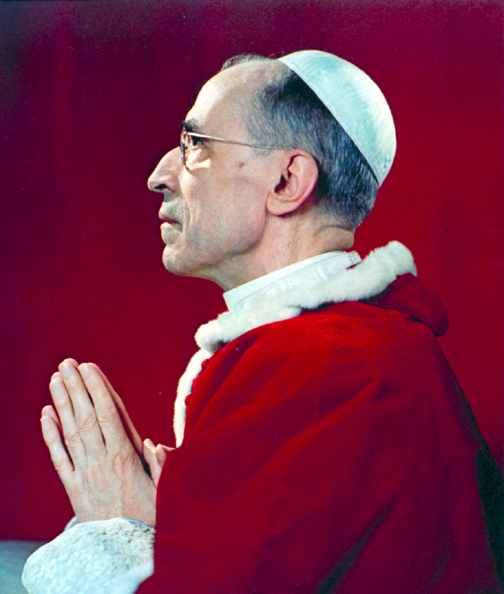
Papa Pio XII, que dá nome ao município.

O município foi criado pela Lei Estadual nº 1.730, de 26 de janeiro de 1959, na gestão do governador José de Matos Carvalho. O nome foi dado em homenagem ao Papa Pio XII (Eugênio Pacelli), falecido no dia 9 de outubro de 1958. Em 4 de outubro de 1977, a Lei Estadual nº 3.899 transferiu a sede do município, do distrito de Satubinha (hoje também município) para o distrito de Andirobal dos Crentes, sob a gestão do governador Nunes Freire e do prefeito Raimundo Nonato Jansen Veloso.
Pio XII possui hoje uma população de 21.886 pessoas (IBGE, 2022), o que representa uma queda de -0,59% em comparação com o Censo de 2010. A agricultura e a pecuária são a base de sua economia. Seus indicadores sociais são preocupantes: enquanto que no Brasil o índice de analfabetos com mais de 15 anos é de 13,63%, no Maranhão é de 28,39%, em Pio XII esse número chega a 43,52%; enquanto a taxa de mortalidade infantil no Maranhão é de 54,2 em cada 1.000 nascidos vivos, em Pio XII esse número sobe para 72,1 por mil (BNDES, 2002).
A origem de Pio XII está relacionada aos desacordos políticos entre o coronel Pedro Gonçalves e a classe política de Vitória do Mearim e ao deslocamento do referido coronel para o distrito de Satubinha, distante 100 quilômetros da sede do município de Vitória do Mearim, na tentativa de expandir seus negócios comerciais. Amigo do governador Matos de Carvalho e do senador Vitorino Freire, Pedro Gonçalves relatou a eles os problemas que estava enfrentando com os políticos de Vitória e revelou o seu interesse por Satubinha.
O distrito de Satubinha foi "presenteado" ao coronel Pedro Gonçalves como parte das estratégias políticas de expansão do latifúndio e intensificação do poder do coronel Vitorino Freire, principal representante dos interesses oligárquicos no estado. Desde o começo da década de 50, Vitorino dirigia o Maranhão com mão-de-ferro, escolhendo governadores, fraudando eleições e ameaçando quem porventura se opusesse a ele.
Em 1966, José Sarney se torna governador do Maranhão, derrotando a oligarquia de Vitorino Freire e inaugurando a "era Sarney", na qual foi aprofundada a pobreza do estado. Um ano após a fundação de Pio XII, Elias Jorge Fahd, aliado de Pedro Gonçalves, é eleito prefeito. Não por coincidência, nos anos de maior repressão (de 1967 a 1969 e durante todo o governo Médici, de 1970 a 1974) do regime militar em vigor no Brasil, à frente do poder municipal estão duas das figuras mais autoritárias da história local: em 1965, o cruel coronel Pedro Gonçalves volta à prefeitura de Pio XII e, depois dele, José Raimundo Bastos da Silva, o "Zé Dico", fica como prefeito de 1970 a 1972. É também o período de implantação da Lei Sarney (expulsão dos agricultores pobres de terras consideradas do estado e facilitação de compra dessas mesmas terras pelos ricos) no município. Mesmo fora do poder, Zé Dico continuaria exercendo o seu poder de "coronel", principalmente no povoado Cordeiro, na zona rural de Pio XII. Contra ele pesam ainda hoje várias denúncias de prática de violência contra "moradores" e suspeitas de pistolagem.
Os dois governos estaduais seguintes, Pedro Neiva de Santana e Osvaldo da Costa Nunes Freire, eleitos indiretamente, pois a ditadura proibira o voto popular para governador de estado, dão continuidade ao programa de obras de José Sarney. Em Pio XII, Zé Dico é sucedido por Wilson Gonçalves que, por sua vez, é sucedido por Raimundo Nonato Jansen Veloso. Nesse ínterim, a proximidade à BR-316 fazia com que o povoado Andirobal dos Crentes passasse a ser mais frequentado que a localidade onde havia sido instalada a sede do município (o povoado Satubinha). A denominação Andirobal dos Crentes é atribuída à existência, no local, de muitas andirobas, árvore da família das meliáceas cuja madeira é utilizada na fabricação de uma vela cuja cera expulsa o mosquito da dengue, e a um grande fluxo migratório de religiosos da Assembleia de Deus, provenientes da região Norte.
Em 4 de outubro de 1977, é criada a lei que transforma o povoado Andirobal na nova sede do município e em 19 de novembro do mesmo ano a sede é instalada.
O restante do mandato do prefeito Veloso foi assumido pelo presidente da câmara da época, Jorge Gomes Franco, no dia 15 de maio de 1982, devido Jansen Veloso ter renunciado ao cargo para ser candidato a deputado e seu vice, Antônio Vieira Countinho, também renunciado para ser candidato a prefeito. No pouco tempo do mandato que teve, o sr. Jorge Gomes Franco construiu o Colégio Miguel Bahury, um poço artesiano no povoado Lagoa dos Crentes e parte do mercado público municipal.
Em seguida, Aluísio Monteiro de Lima (1983-1988) é eleito prefeito. Raimundo Rodrigues Batalha (1989-1992) é o próximo. Depois dele, é eleito Jonatas Jeová da Silva Filho (1993-1996), irmão de Zé Dico. Acusado de abuso de poder econômico pelo adversário Raimundo Nonato Jansen Veloso, Jonatas é afastado do cargo e Jansen Veloso o ocupa durante 45 dias. Na eleição seguinte, Jansen Veloso volta à prefeitura (1997-2000) e é reeleito mais uma vez (1997-2000). Raimundo Rodrigues Batalha (Mundiquinho) se candidata mais uma vez e vence Elisiário Sousa Oliveira na eleição de 2004. Mundiquinho governa por dois mandatos.
No ano de 2012: é eleito Paulo Roberto Veloso, filho do ex-chefe do executivo municipal, Raimundo Jansen Veloso. Paulo foi eleito derrotando o então candidato do Grupo Batalha: Carlos Batalha, conhecido na cidade como "Carlos do Biné".
Seu mandato é marcado por inúmeros caso de corrução, sendo os principais deles desvios dos recursos da merenda escolar, onde foram desviados milhões na compra de produtos de produtores locais (compra fictícia de banana) e desvio de recursos com a inclusão de parentes na folha de pagamentos (operação pegarsus da Polícia Federal). Devido ao seu desastrado mandato, perdeu a reeleição para Carlos do Biné, que esteve a frente do município durante o pleito (2017-2020).
Por causa de um governo desastroso, demissões em massa de funcionários contratados durante a pandemia, Carlos veio a perder as eleições de 2020 para Aurélio Sousa (PL 2021-2024). 
Aurélio (ainda prefeito) está transformando a cidade de PIO-XII em um verdadeiro canteiro de obras; novas escolas, reformas de postos de saúdes (sede e interiores), do hospital municipal, de ruas esburacadas, entre outros feitos. Em seu primeiro mandado, já é elogiado como o melhor prefeito da cidade, tendo uma alta taxa de aceitação. 